# Ramses Bringer of War
Ramses Bringer of War är en demo-EP av det amerikanska technical death metal-bandet Nile som gavs ut 1996. Namnet, "Ramses Bringer of War", baseras på den klassiska "Mars: Bringer Of War" från Gustav Holsts orkestersvit "The Planets". 

## Låtlista
1. "The Howling of the Jinn" – 2:21
2. "Ramses Bringer of War" – 4:55
3. "Die Rache Krieg Lied der Assyriche" – 2:44

## Medverkande
Musiker (Nile-medlemmar)
- Karl Sanders – sång, gitarr
- John Ehlers – gitarr
- Chief Spires – basgitarr
- Pete Hammoura – trummor

Produktion
- Earl Sanders – producent, omslagskonst
- Jimmy Ennis – ljudtekniker
- Andy Tapeworm – omslagskonst